# Peter William Hochachka
Peter William Hochachka (* 1. März 1937 in Bordenave, Alberta; † 16. September 2002 in Vancouver, British Columbia) war ein kanadischer Zoologe.

## Leben
Peter Hochachka begann seine wissenschaftliche Karriere an der Universität von Alberta, wo er 1959 mit dem Bachelor of Science abschloss. Weitere Stationen waren die Dalhousie University in Halifax, wo er seinen Master-of-Science-Abschluss erhielt und die Duke University, wo er 1964 mit dem Ph.D. abschloss. Ab 1966 bis zu seinem Tod 2002 war Hochachka an der Universität von British Columbia an der Abteilung für Zoologie tätig.

## Forschung
Hochachka leistete bedeutende Beiträge zur vergleichenden Physiologie. Sein Schwerpunkt lag dabei auf der Anpassung des Stoffwechsels an Umwelteinflüsse in diversen Arten wie Fischen, Reptilien, Vögel und dem Menschen. In diesem Feld war er bis zu seinem Tode ein weltweit anerkannter Experte. Gerade diese Vielfalt an untersuchten Organismen und Methoden ist ein Kennzeichen der Arbeiten des Physiologen Peter Hochachka. Dabei folgte er aber stets dem Prinzip von „unity in diversity“ („Einheit in der Vielfalt“), das den Organismen zugrunde liegt.
Neben zahlreichen Auszeichnungen wie einem Guggenheim-Stipendium (1977), dem Killam Research Prize (1987, 1988), Science Council Gold Medal (1987), Canada Council/Killam Memorial Prize (1993) und der NSERC Gold Medal for Science and Engineering (1995) war Hochachka Autor von 7 Büchern und beinahe 400 Artikeln.